# 안토니오 파가스

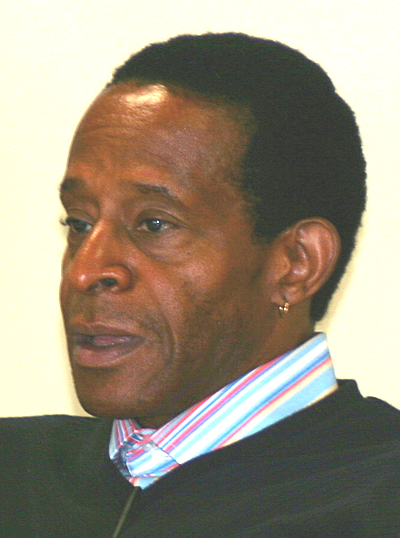

앤토니오 파개스(영어: Antonio Fargas, 1946년 8월 14일 ~ )는 미국의 배우이다. 뉴욕에서 태어났다.

## 출연 작품
- 스카이라인2 (2017년) - 사지 역
- 언틸 위 미트 어게인 (2016년)
- 실버벨 (2013년) - 멜빈 역
- 스틸링 라스베가스 (2012년) - 모 역
- 원스 폴른 (2010년)
- 엄브웨키의 모험 (2009년)
- X 리턴즈 (2009년)
- 써커 펀치 (2008년)
- 잭스 로 (2006년)
- 에브리바디 헤이츠 크리스 (2005년)
- 인터셉터 포스 2 (2001년)
- 서버번 (1999년)
- 돈 비 어 메니스 투 사우스 센트럴 와일 드링킹 유어 쥬스 인 더 후드 (1996년)
- 셀룰로이드 클로지트 (1995년) - 본인 역
- 리빙 싱글 (1993년)
- 지옥의 링 (1993년)
- 여자의 눈물 (1991년)
- 바로워 (1991년)
- 하울링 6 (1991년)
- 아임 고너 깃 유 서카 (1988년)
- 블루 진 캅 (1988년)
- 크라임웨이브 (1985년)
- 스트리트 워킹 (1985년)
- 우정과 사랑 (1984년)
- 초능력 소녀의 분노 (1984년)
- 신병 교육대 (1980년)
- 프리티 베이비 (1978년) - 교수 역
- 넥스트 스톱 그린위치 빌리지 (1976년)
- 허클베리 핀 (1975년)
- 폭시 브라운 (1974년)
- 겜블러 (1974년)
- 대리 형사 (1974년)
- 콘랙 (1974년)
- 클레오파트라 존스 (1973년) - 두들버그 심킨스 역
- 시스코 파이크 (1972년)
- 비련의 110번가 (1972년)
- 샤프트 (1971년)
- 파운드 (1970년)
- 아이언사이드 (1967) - 파일럿 영화

### 텔레비전
- 스타스키와 허치 (1975-79)